# Alfredo Cristiani
Alfredo Felix Cristiani Burkard (ur. 22 listopada 1947 w San Salvador) – polityk Salwadoru, prezydent w latach 1989–1994.
Od 1984 związany z Narodowym Sojuszem Republikańskim ARENA, założonym przez Roberto D’Aubuissona jako przeciwieństwo partyzanckiego Frontu Wyzwolenia Narodowego im. Farabundo Marti (FMLN). Jako jeden z liderów ruchu ARENA doprowadził do wstąpienia w jego szeregi zarówno rolników, jak i oligarchów ziemskich i biznesmenów. W 1989 zastąpił oficjalnie D’Aubuissona (zmuszonego do odejścia przez USA) na czele ARENA i został prezydentem Salwadoru, w miejsce Jose Napoleona Duarte.
Jako prezydent podjął rozmowy z przedstawicielami FMLN. Po zamordowaniu sześciu aktywnych politycznie jezuitów prezydent uznał winę armii i zapowiedział daleko idące reformy wojska; przy wsparciu ONZ udało się zawrzeć porozumienie między stronami wojny domowej w Salwadorze w 1992. Zgodnie z konstytucją, zabraniającą reelekcji, Cristianiego zastąpił w 1994 nowy prezydent, Armando Calderon Sol, również polityk ARENA.